# Дорожнє (Вінницький район)
Доро́жнє — село в Україні, у Стрижавській селищній громаді Вінницького району Вінницької області.

## Назва
19 вересня 2024 року Верховна Рада підтримала перейменування села Дорожне на Дорожнє. 26 вересня 2024 року перейменування набуло чинності.

## Герб
Щит понижено перетятий зеленим і лазуровим. У першій частині золоте колесо (герб є напівпромовистим). У другій частині срібна перекинута дубова гілка з трьома такими ж листами.

## Населення

### Мова
Розподіл населення за рідною мовою за даними перепису 2001 року:
| Мова       | Кількість | Відсоток |
| ---------- | --------- | -------- |
| українська | 602       | 98.21%   |
| російська  | 10        | 1.63%    |
| білоруська | 1         | 0.16%    |
| Усього     | 613       | 100%     |